# Борисовская (Котласский район)
Бори́совская — деревня в Котласском районе Архангельской области. Часть бывшего села Вотлажма. Входит в состав муниципального образования (сельского поселения) «Черемушское».

## География
Деревня находится на правом берегу р. Северная Двина, в 11 километрах от г. Котласа.
Вокруг деревни находится множество озёр.

## История
До упразднения уездно-губернского деления входило в состав Вотложемской волости Великоустюжского уезда Вологодской и Северо-Двинской губерний.

## Население
| 2002 | 2010 | 2012 |
| ---- | ---- | ---- |
| 4    | ↘0   | →0   |

В деревне проживают только дачники, постоянного населения нет.

## Транспорт
Чтобы попасть в деревню нужно проехать через д. Песчаница.